# Lista över dammedaljörer i sprintvärldsmästerskapen i kanadensare
Detta är en lista över samtliga medaljörer på damsidan i Sprintvärldsmästerskapen i kanadensare.

## C-1 200 m
Introducerades: 2010.
| Spel          | Guld                            | Silver                    | Brons                                   |
| Poznan 2010   | Laurence Vincent-Lapointe (CAN) | Li Tianian (CHN)          | Maria Kazakova (RUS)                    |
| Szeged 2011   | Laurence Vincent-Lapointe (CAN) | Maria Kazakova (RUS)      | Stanilija Stamenova (BUL)               |
| Duisburg 2013 | Laurence Vincent-Lapointe (CAN) | Stanilija Stamenova (BUL) | Zsanett Lakatos (HUN)                   |
| Moskva 2014   | Laurence Vincent-Lapointe (CAN) | Stanilija Stamenova (BUL) | Valdenice Conceicao Do Nascimento (BRA) |
| Milano 2015   | Stanilija Stamenova (BUL)       | Kincső Takács (HUN)       | Kamila Bobr (BLR)                       |
| Račice 2017   | Laurence Vincent-Lapointe (CAN) | Olesia Romasenko (RUS)    | Kincső Takács (HUN)                     |

## C-2 500 m
Introducerades: 2011.
| Spel          | Guld                                                 | Silver                                       | Brons                                        |
| Szeged 2011   | Laurence Vincent-Lapointe Mallorie Nicholson Kanada  | Anastasia Ganina Natalia Marasanova Ryssland | Kincső Takács Gyöngyvér Baravics Ungern      |
| Duisburg 2013 | Laurence Vincent-Lapointe Sara-Jane Caumartin Kanada | Zsanett Lakatos Kincső Takács Ungern         | Nancy Millan Maria Mailliard Chile           |
| Moskva 2014   | Zsanett Lakatos Kincső Takács Ungern                 | Daryna Kastsiutjenka Kamila Bobr Belarus     | Natalia Marasanova Olesia Romasenko Ryssland |
| Milano 2015   | Daryna Kastsiutjenka Kamila Bobr Belarus             | Maria Kazakova Olesia Romasenko Ryssland     | Kincsö Takács Zsanett Lakatos Ungern         |
| Račice 2017   | Katie Vincent Laurence Vincent-Lapointe Kanada       | Irina Andreeva Olesia Romasenko Ryssland     | Kamila Bobr Alena Nazdrova Belarus           |